# Отто фон дер Говен (художник)
О́тто фон дер Го́вен (нім. Otto von der Howen; 9 березня 1774 — 25 травня 1848) — нідерландський військовик, генерал-майор,  барон, художник. Представник шляхетного німецького роду Говенів. Народився у Мітаві, Курляндія. Син Йоганна фон дер Говена і Катаріни-Доротеї фон Дюкер. Згідно з родинною традицією пішов на військову службу до російського Пажеського корпусу, навчався артилерії. Звільнився з російської армії за політичними мотивами (1796). Поступив до війська Батавської республіки простим каноніром (1799), але в ході Наполеонівських воєн вислужився до генерала (1816). Брав участь у Піренейській війні (1810—1814). Продовжував службу в Королівській армії Нідерландів до відставки (1839). Помер в Неймегені, Нідерланди. Залишив по собі велику кількість замальовок, літографій, малюнків, написаних аквареллю, які широко використовуються в музеях і мистецьких зібраннях.

## Імена
- О́тто-Крі́стофер фон дер Го́вен (нім. Otto Christopher von der Howen) — повне ім'я.
- О́тто фон дер Го́вен (нім. Otto von der Howen) — коротке ім'я.
- О́тто Го́вен (нім. Otto Howen) — коротке ім'я.
- О́скар де Гове́н (фр. Oscar de Howen) — помилкове імя на вулиці в Намюрі.
- Анто́н де Гове́н (фр. Anton de Howen) — інше ім'я, яке використовував на нідерландській службі в 1799—1814 роках[3].

## Біографія
- 1774: народився у Мітаві, Курляндія.
- 1790—1796: служба в російській імператорській армії, участь в російсько-турецькій війні.
- 1796: звільнення з політичних причин із російської армії.
- 1799: вступив до армії Батавської республіки як канонір. Відзначився у переможній битві при Бергені між французько-батавськими і англійсько-російськими військами; зазнав поранення, підвищений до молодшого лейтенанта.
- 1804: призначений лейтенантом інженерних військ (піонери).
- 1807: призначений капітаном, а згодом — полковником і командиром полку.
- 5 серпня 1809 року одружився із Юлією-Філіппою де Міст в Газі, яка народила сина Отто.
- 1810—1814: перебував у складі нідерландських військ під командуванням французів у Піренейській війні; зазнав поранення у битві при Альберіке 1811 року.
- 1814: призначений полковником артилерії нідерландської армії.
- 1816: призначений генерал-майором; командував артилерійським полком, відповідав за фортеці у провінція Намюр, Ено і Люксембург.
- 1830: арештований повстанцями у Брюсселі разом зі своїми офіцерами і солдатами під час Бельгійської революції.
- 1831: призначений командувачем фортеці Неймеген.
- 1839: вийшов у відставку.
- 25 травня 1848: помер у Неймеген, Нідерланди.

У бельгійському Намюрі на його честь названо вулицю. З невідомих причин його біографія не описана у «Генеалогічному компендіумі балтійського лицарства».

## Твори

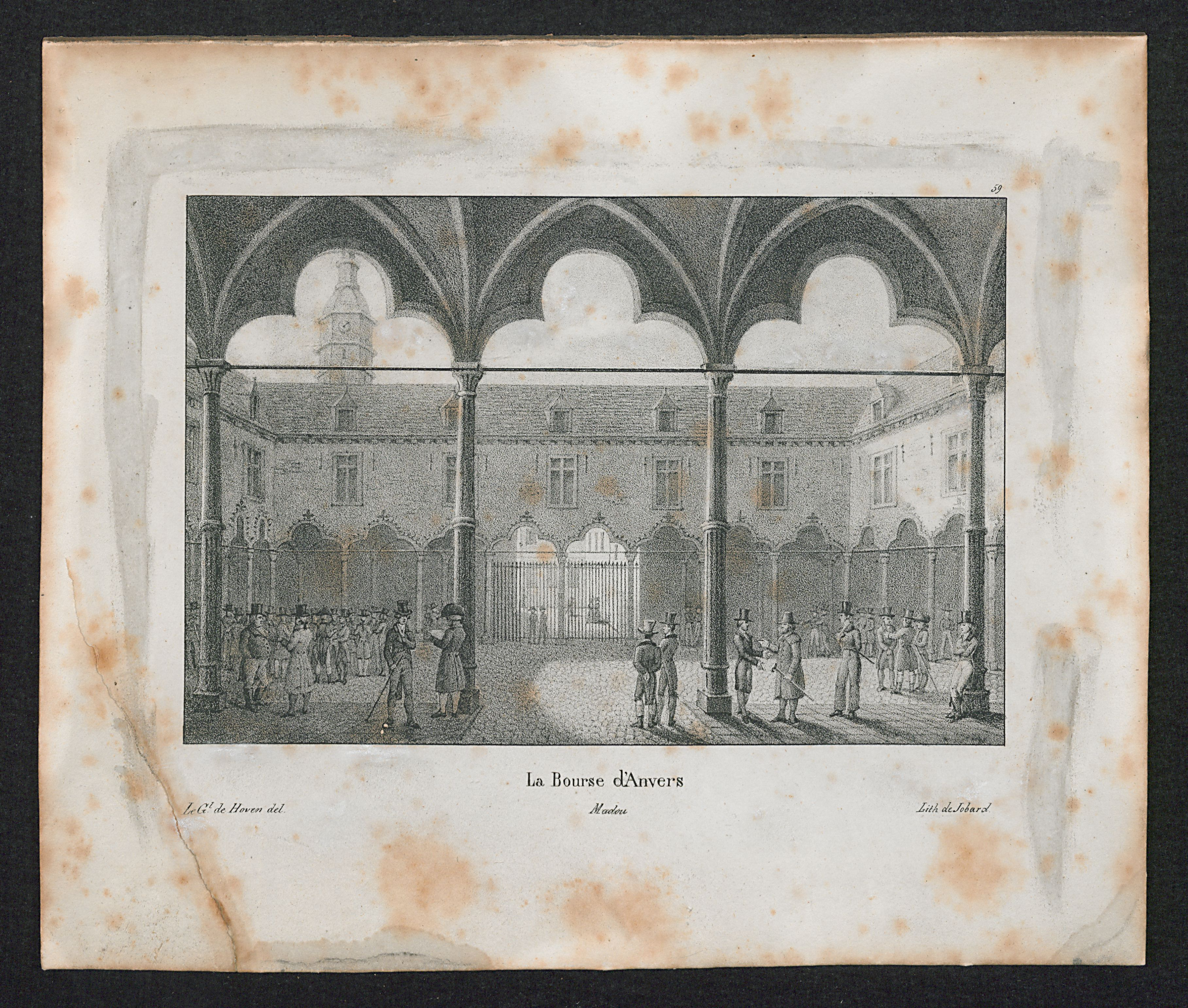
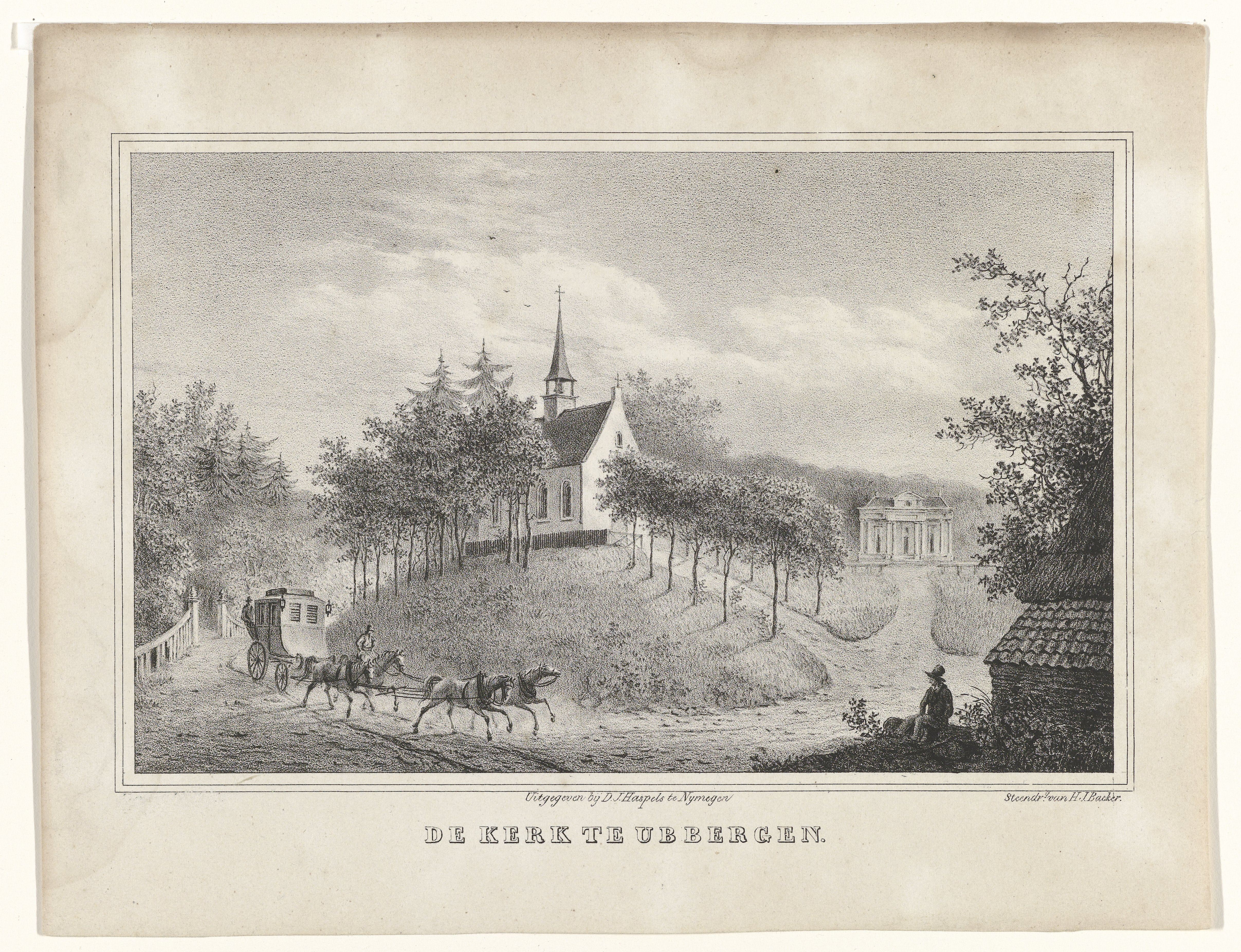
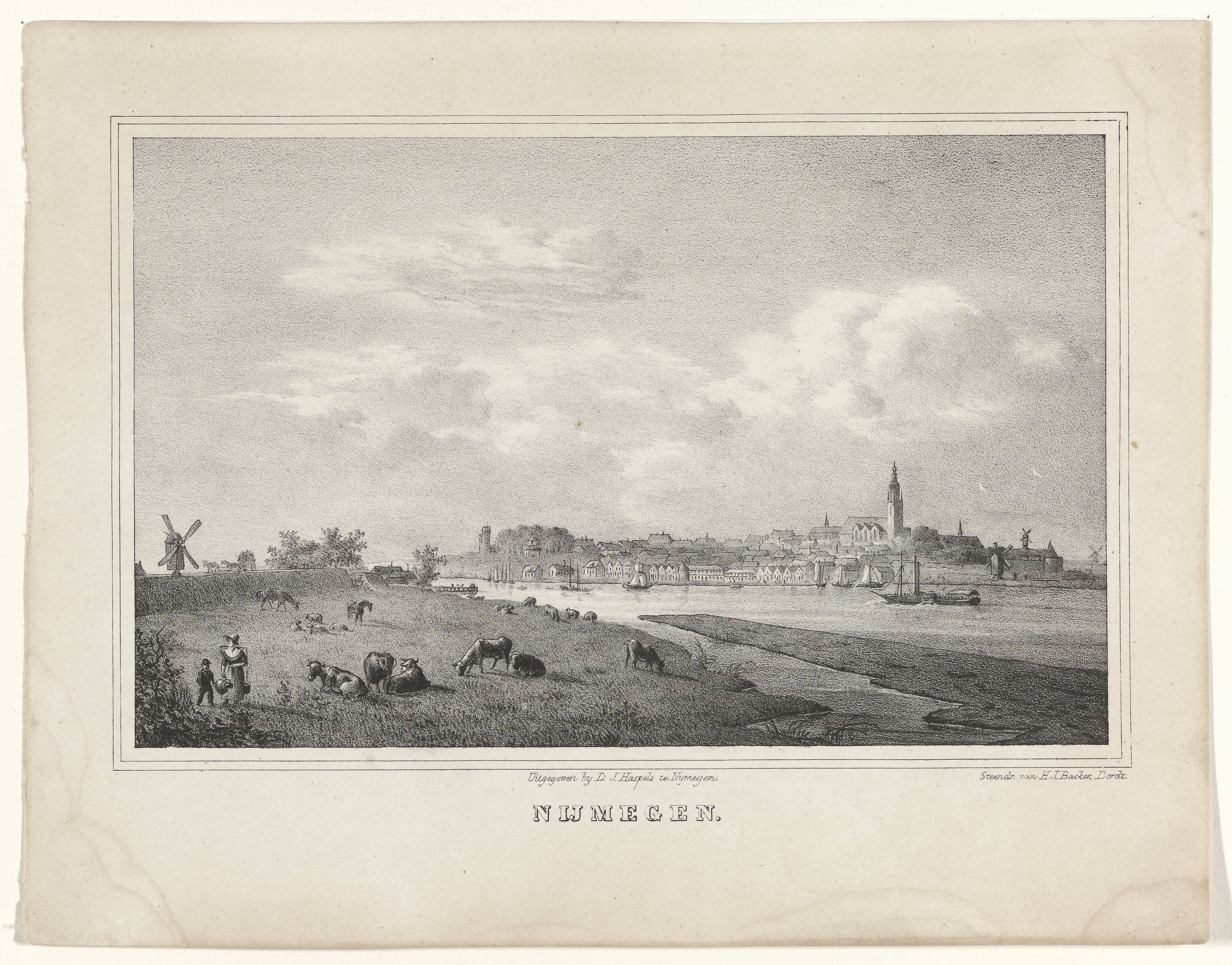
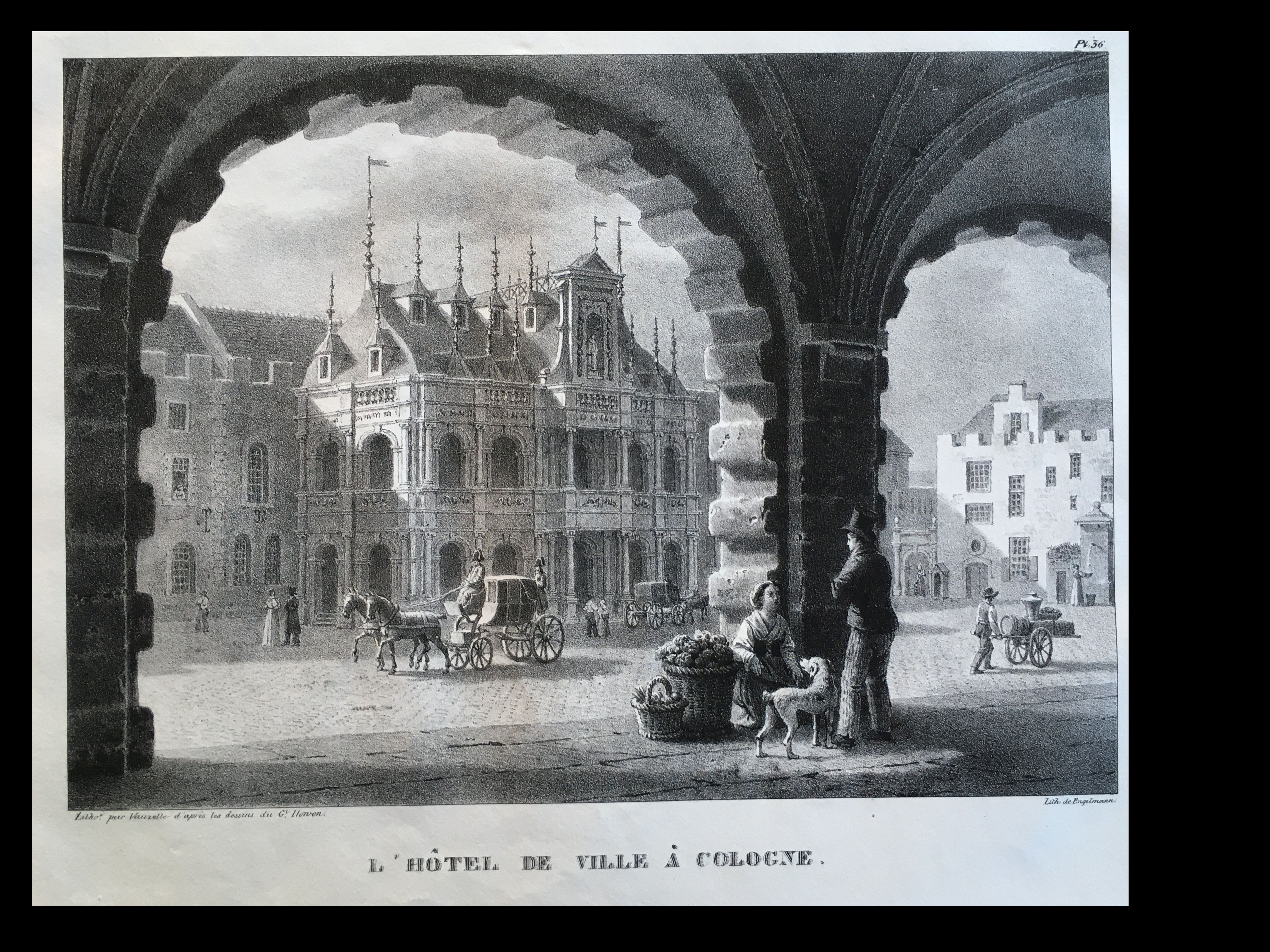
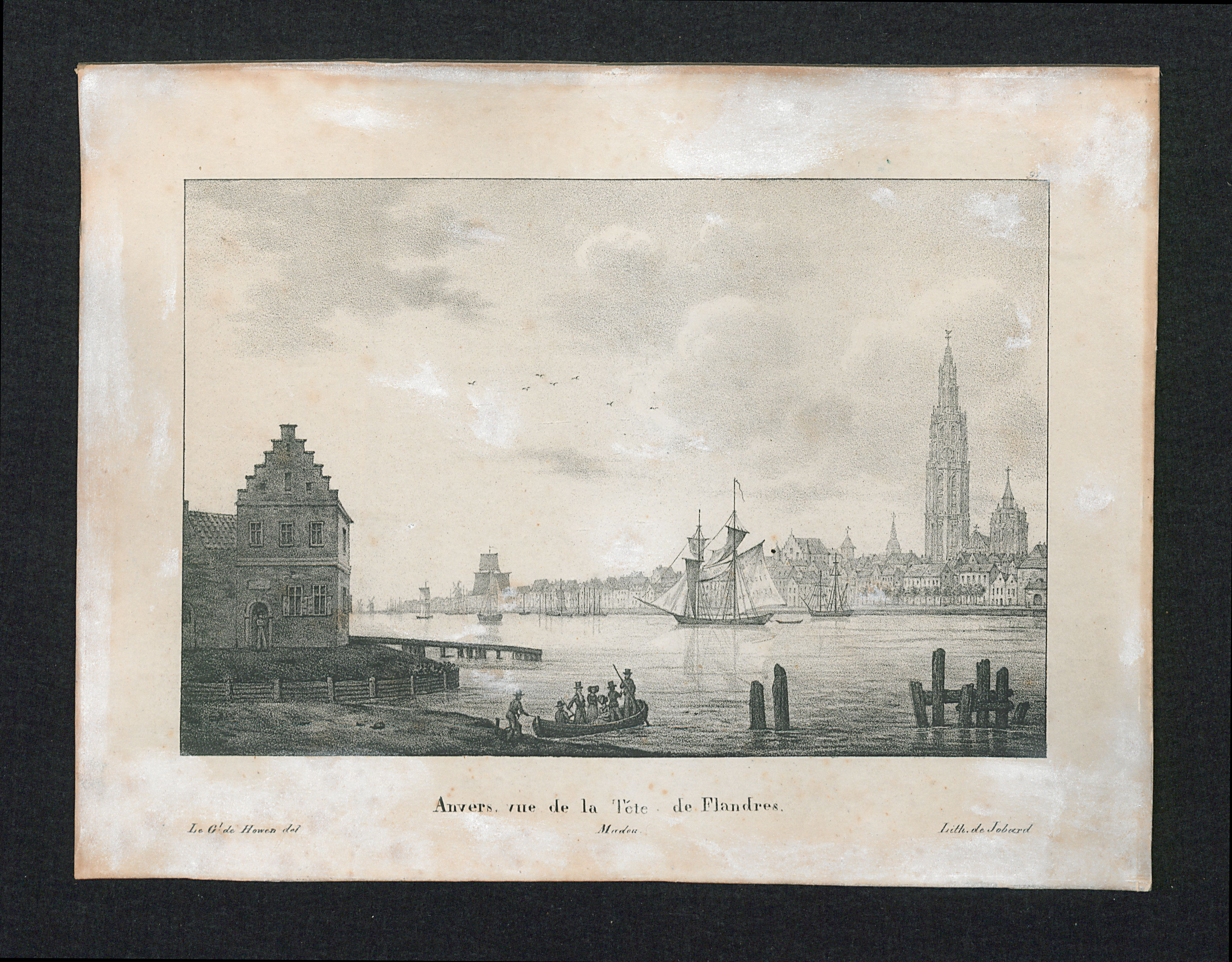
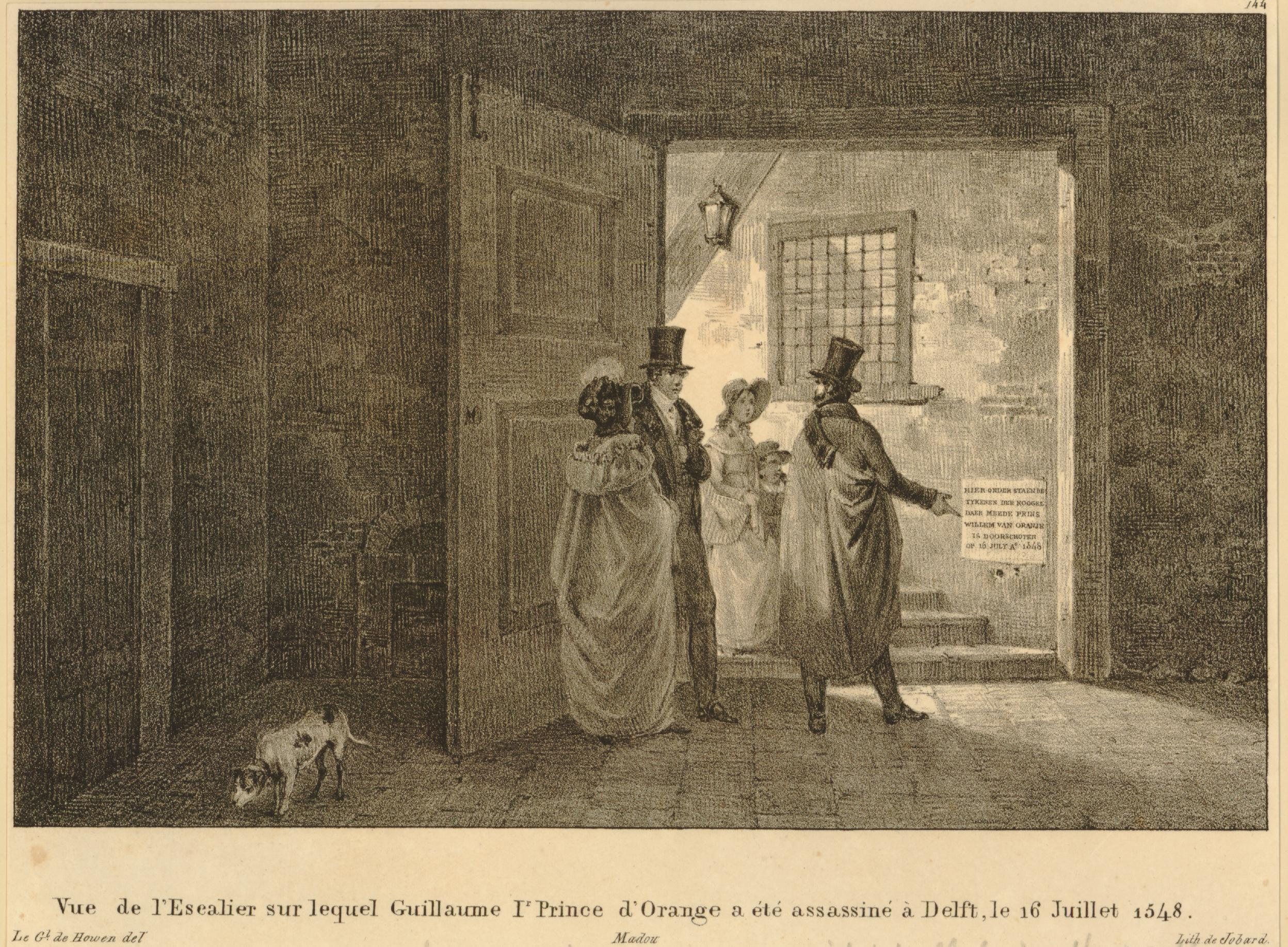

## Сім'я
- Батько: Отто-Йоганн фон дер Говен (1737—1811)
- Матір: Катаріна-Доротея фон Дюкер (1748—?)
- Дружина (з 1809): Юлія-Філіппіна-Августа Ейтенхахе-де-Міст (1783—1832)
- Син: Отто де Говен (1815—1843), лейтенант нідерландської армії.

## Нагороди
- Командор ордена Нідерландського лева